# Zabuyelit
Zabuyelit ist ein sehr selten vorkommendes Mineral aus der Mineralklasse der „Carbonate und Nitrate“ mit der chemischen Zusammensetzung Li2[CO3] und damit chemisch gesehen Lithiumcarbonat.
Zabuyelit kristallisiert im monoklinen Kristallsystem und entwickelt prismatische Kristalle mit pyramidalen Enden mit einer Länge im Bereich von wenigen Mikrometern. Es wurden aber auch Kristalle bis etwa 1,2 mm Größe beobachtet. Meist findet er sich in Form von Einschlüssen in Halit oder Spodumen.
Das durchsichtige und farblose Mineral weist auf den Oberflächen einen glasähnlichen Glanz auf. Mit einer Mohshärte von 3 gehört Zabuyelit zu den mittelharten Mineralen und würde sich bei entsprechender Größe ähnlich wie das Referenzmineral Calcit mit einer Kupfermünze ritzen lassen.

## Etymologie und Geschichte
In synthetischer Form war das Lithiumcarbonat schon länger bekannt. Unter anderem wurden dessen morphologisch-kristallographischen und optischen Konstanten bereits 1892 von François Ernest Mallard beschrieben.
Die natürliche Bildung von Lithiumcarbonat als Mineral wurde erstmals am Chabyêr Caka (auch Zabuye-Salzsee) in Zhongba, einem Kreis im Autonomen Gebiet Tibet in China, entdeckt. Die Erstbeschreibung erfolgte 1978 durch M. Zheng und W. Liu, die das Mineral nach dessen Typlokalität benannten.
Das Typmaterial des Minerals wird im Geologischen Museum von Peking in China aufbewahrt.

## Klassifikation
Da der Zabuyelit nach 1985 entdeckt und als eigenständiges Mineral anerkannt wurde, ist er in der zuletzt 1982 aktualisierten 8. Auflage der Mineralsystematik nach Strunz nicht verzeichnet. Einzig im zuletzt 2018 aktualisierten „Lapis-Mineralienverzeichnis“, das sich aus Rücksicht auf private Sammler und institutionelle Sammlungen noch nach der klassischen Systematik von Karl Hugo Strunz richtet, erhielt das Mineral die System-Nr. V/B.01-10. Das Mineral wäre damit in die Abteilung „Wasserfreie Carbonate [CO3]2− ohne fremde Anionen“ eingeordnet worden.
Die seit 2001 gültige und von der International Mineralogical Association (IMA) verwendete 9. Auflage der Strunz’schen Mineralsystematik ordnet den Zabuyelit in die Klasse der „Carbonate und Nitrate“ und dort in die Abteilung der „Carbonate ohne zusätzliche Anionen; ohne H2O“ ein. Diese ist weiter unterteilt nach der Zugehörigkeit der beteiligten Kationen zu bestimmten Elementgruppen, so dass das Mineral entsprechend seiner Zusammensetzung in der Unterabteilung „Alkali-Carbonate“ zu finden ist, wo es als einziges Mitglied die unbenannte Gruppe 5.AA.05 bildet.
Auch die vorwiegend im englischen Sprachraum gebräuchliche Systematik der Minerale nach Dana ordnet den Zabuyelit in die Klasse der „Carbonate, Nitrate und Borate“ und dort in die Abteilung der „Wasserfreien Carbonate“ ein. Hier ist er zusammen mit Natrit in der unbenannten Gruppe 14.01.06 innerhalb der Unterabteilung „Wasserfreie Carbonate mit einfacher Formel A+CO3“ zu finden.

## Chemismus
In chemisch reiner Form besteht Zabuyelit (Li2[CO3]) aus 18,79 % Lithium (Li), 16,25 % Kohlenstoff (C) und 64,96 % Sauerstoff (O).
Die Analysen der Mineralproben von dessen Typlokalität am Zabuye-Salzsee ergaben zusätzlich geringe Fremdbeimengungen an Schwefel, Stickstoff, Bor, Eisen, Mangan, Magnesium, Calcium, Natrium, Kalium und Chlor.

## Kristallstruktur
Zabuyelit kristallisiert monoklin in der Raumgruppe C2/c (Raumgruppen-Nr. 15) mit den Gitterparametern a = 8,36 Å; b = 4,97 Å; c = 6,20 Å und β = 114,6° sowie 4 Formeleinheiten pro Elementarzelle.

## Bildung und Fundorte
Zabuyelith bildet sich im Allgemeinen in Salzseen und findet sich vor allem als Einschlüsse in anderen Salzmineralen wie beispielsweise Halit, Gaylussit und Northupit, aber auch in Pegmatiten als Einschluss in Spodumen, die entsprechend als Begleitminerale von Zabuyelith angesehen werden.
Zabuyelith gehört zu den sehr seltenen Mineralbildungen, das bisher (Stand 2018) nur in wenigen Proben von weniger als 10 Fundorten bekannt wurde. In China fand sich das Mineral außer an seiner Typlokalität Chabyêr Caka in Zhongba noch an einem karbonathaltigen Salzsee in dem ebenfalls zum Autonomen Gebiet Tibet gehörenden Kreis Damxung sowie in den Albit- und Spodumen führenden Pegmatit-Dykes der Jiajika Mine bei Kangding in der chinesischen Provinz Sichuan.
Weitere bisher bekannte Fundorte sind die Spodumen-haltigen Pegmatite des Tagebaus Tanco (Tanco-Mine, Bernic Lake Mine) am Bernic Lake nahe Lac du Bonnet in der kanadischen Provinz Manitoba, die Muiâne-Pegmatite bei Alto Ligonha in der Provinz Zambezia in Mosambik, die Bikita-Pegmatite nahe dem gleichnamigen Ort in der Provinz Masvingo und der Tagebau in Kamativi (zinn- und tantaliterzhaltige Pegmatite) bei Dete in der Provinz Matabeleland North in Simbabwe sowie die Li-Pegmatite abbauende Foote Mine (Foote Lithium Co. Mine) im Distrikt Kings Mountain im Cleveland County von North Carolina.